# Сан-Себріан-де-Кастро
Сан-Себріан-де-Кастро (ісп. San Cebrián de Castro) — муніципалітет в Іспанії, у складі автономної спільноти Кастилія-і-Леон, у провінції Самора. Населення — 294 особи (2010).
Муніципалітет розташований на відстані близько 220 км на північний захід від Мадрида, 22 км на північ від Самори.
На території муніципалітету розташовані такі населені пункти: (дані про населення за 2010 рік)
- Фонтанільяс-де-Кастро: 94 особи
- Сан-Себріан-де-Кастро: 200 осіб

## Демографія
Динаміка населення (INE ):